# Національний музей американських індіанців

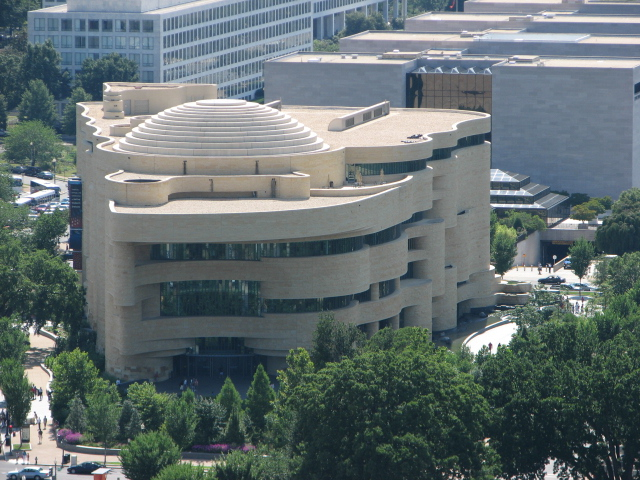
Вигляд будівлі Нац. музею американських індіанців на Національній алеї у Вашингтоні

Національний музей американських індіа́нців (англ. National Museum of the American Indian) — розташований у центрі м. Вашингтон, США на Національній алеї і є невід’ємною частиною Смітсонівського інституту. Музей також має філіал в м. Нью-Йорк, який розташований на Манхеттені і називається Центр Джорджа Густава Хея (англ. The George Gustav Heye Center).

## Історія
Джордж Густав Хей (1874–1957) об’їхав північну і південну Америки, збираючи речі аборигенів. Його колекція збиралася впродовж 54 років, починаючи з 1903 р. У 1916 р. він заснував власну фундацію і перший Музей американських індіанців, який відкрив двері у 1922 р.на Манхеттені в Нью-Йорку. Нинішню будівлю музею у Вашингтоні почали споруджувати у 1989 р. після рішення Конгресу США. У червні 1990 р. колекція Хея стала національним надбанням і частиною колекції Смітсонівського інституту.

## Місцерозташування

### Музей у Вашингтоні
Будинок музею на Національній алеї відкрився у вересні 2004 р.